# Discographie des Kids United
 (octobre 2023).
La mise en forme du texte ne suit pas les recommandations de Wikipédia : il faut le « wikifier ».
Les points d'amélioration suivants sont les cas les plus fréquents :
- Les titres sont pré-formatés par le logiciel. Ils ne sont ni en capitales, ni en gras.
- Le texte ne doit pas être écrit en capitales (les noms de famille non plus), ni en gras, ni en italique, ni en « petit »…
- Le gras n'est utilisé que pour surligner le titre de l'article dans l'introduction, une seule fois.
- L'italique est rarement utilisé : mots en langue étrangère, titres d'œuvres, noms de bateaux, etc.
- Les citations ne sont pas en italique mais en corps de texte normal. Elles sont entourées par des guillemets français : « et ».
- Les listes à puces sont à éviter, des paragraphes rédigés étant largement préférés. Les tableaux sont à réserver à la présentation de données structurées (résultats, etc.).
- Les appels de note de bas de page (petits chiffres en exposant, introduits par l'outil «  Source ») sont à placer entre la fin de phrase et le point final[comme ça].
- Les liens internes (vers d'autres articles de Wikipédia) sont à choisir avec parcimonie. Créez des liens vers des articles approfondissant le sujet. Les termes génériques sans rapport avec le sujet sont à éviter, ainsi que les répétitions de liens vers un même terme.
- Les liens externes sont à placer uniquement dans une section « Liens externes », à la fin de l'article. Ces liens sont à choisir avec parcimonie suivant les règles définies. Si un lien sert de source à l'article, son insertion dans le texte est à faire par les notes de bas de page.
- La présentation des références doit suivre les conventions bibliographiques. Il est recommandé d'utiliser les modèles {{Ouvrage}}, {{Chapitre}}, {{Article}}, {{Lien web}} et/ou {{Bibliographie}}. Le mode d'édition visuel peut mettre en forme automatiquement les références.
- Insérer une infobox (cadre d'informations à droite) n'est pas obligatoire pour parachever la mise en page.

Pour une aide détaillée, merci de consulter Aide:Wikification.
Si vous pensez que ces points ont été résolus, vous pouvez retirer ce bandeau et améliorer la mise en forme d'un autre article.
Voici la liste des albums, singles et vidéos du groupe français Kids United.

## Albums
| No                              | Album | Meilleure position | Meilleure position | Meilleure position | Meilleure position | Certification (FR) | Ventes                                                       |
| No                              | Album | France             | Belgique Wallonie  | Suisse             | Suisse rom.        | Certification (FR) | Ventes                                                       |
| ------------------------------- | --- | ------------------ | ------------------ | ------------------ | ------------------ | ------------------ | ------------------------------------------------------------ |
| 1                               | Un monde meilleur - Sortie : 20 novembre 2015 - Label : Play On / M6 Interactions, licence exclusive Warner Music France                                                                                             | 1                  | 2                  | 6                  | 1                  | Diamant            | 745 000 (en France jusqu'en octobre 2017) [réf. nécessaire]  |
| 2                               | Tout le bonheur du monde - Sortie : 19 août 2016 - Label : Play On / M6 Interactions, licence exclusive Warner Music France                                                                                          | 1                  | 1                  | 2                  | 1                  | Diamant            | 520 000 (en France jusqu'en octobre 2017)[réf. nécessaire]   |
| L                               | Le Live - CD+DVD live, enregistré au Zénith de Rouen le 3 décembre 2016 - Sortie : 17 février 2017 - Label : Play On / M6 Interactions, licence exclusive Warner Music France                                        | 8                  | 1                  | 16                 | 2                  | Or                 | 50 000 (en France jusqu'en octobre 2017)[réf. nécessaire]    |
| 1+2                             | Coffret 2CD Un monde meilleur / Tout le bonheur du monde - Coffret réunissant les deux premiers albums - Sortie : 11 août 2017                                                                                       | 15 [A]             | 76                 | —                  | 14                 | Platine            | 100 000 (en France jusqu'en septembre 2018)[réf. nécessaire] |
| 3                               | Forever United - Sortie : 18 août 2017 - Label : Play On / M6 Interactions | 1                  | 1                  | 3                  | 1                  | 3 × Platine        | 300 000 (en France jusqu'en février 2018)[réf. nécessaire]   |
| L+3                             | Coffret 2CD Forever United / Le Live - Coffret réunissant l'album live et le troisième album - Sortie : 10 août 2018                                                                                                 | 62 [B]             | —                  | —                  | 38                 |                    |                                                              |
| Kids United Nouvelle Génération | |                    |                    |                    |                    |                    |                                                              |
| 4                               | Au bout de nos rêves - Sortie : 17 août 2018 - Label : Play On (Warner Music France) / M6 Interactions | 1                  | 1                  | 3                  | 1                  | Platine            | 100 000 (en France jusqu'en décembre 2018)[réf. nécessaire]  |
| 5                               | L'Hymne de la vie - Sortie : 1er novembre 2019 - Label : Play On (Warner Music France) / M6 Interactions | 7                  | 24                 | 36                 | 6                  | Or                 | 50 000 (en France jusqu'en janvier 2020)[réf. nécessaire]    |
| 1+2+3+4                         | Coffret 4 albums studio en CD + poster nouvel album, Un monde meilleur / Tout le bonheur du monde / Forever United / Au bout de nos rêves - Coffret réunissant les quatre albums studio - Sortie : 1er novembre 2019 | 131 [C]            | —                  | —                  | —                  |                    |                                                              |
| Best of                         | Best of Kids United - Compilation réunissant différents titres des albums 1 à 3 des Kids United originaux et différents titres des albums 4 et 5 des Kids United Nouvelle Génération - Sortie : 23 octobre 2020      |                    |                    |                    |                    | Or                 |                                                              |

[A] 6e dans le Top Albums Physiques, 71e dans le Top Albums annuel 2017 ; [B] 18e dans le Top Albums Physiques, 154e dans le Top Albums annuel 2018 ; [C] 65e dans le Top Albums Physiques

## Albums multi-interprètes
| Album | Meilleure position | Meilleure position | Meilleure position | Meilleure position | Certification (FR) | Ventes                                     |
| Album | France             | Belgique Wallonie  | Suisse             | Suisse rom.        | Certification (FR) | Ventes                                     |
| --- | ------------------ | ------------------ | ------------------ | ------------------ | ------------------ | ------------------------------------------ |
| Chante la vie chante (Love Michel Fugain) - Sortie : 12 mai 2017 - Label : Smart (Sony Music Entertainment France) | 9                  | 9                  | 6                  | —                  |                    |                                            |
| Sardou et nous... - Sortie : 13 octobre 2017 - Label : Play Two (Warner Music France)                              | 2                  | 5                  | 20                 | 3                  | Platine            | 100 000 (en France jusqu'en décembre 2017) |
| L'Esprit de Noël - Sortie : 23 novembre 2018 - Label : Universal Music France                                      |                    |                    |                    |                    |                    |                                            |
| Green Team - Sortie : 7 août 2020 - Label : Play Two (Warner Music France)                                         |                    |                    |                    |                    |                    |                                            |
| À toi, Joe Dassin - Sortie : 23 octobre 2020 - Label : Smart (Sony Music Entertainment France)                     |                    |                    |                    |                    |                    |                                            |

## Singles
| Année                           | Titre                                                | Meilleure position | Meilleure position | Meilleure position | Certification (FR) | Album                                     |
| Année                           | Titre                                                | France             | Belgique Wallonie  | Suisse rom.        | Certification (FR) | Album                                     |
| ------------------------------- | ---------------------------------------------------- | ------------------ | ------------------ | ------------------ | ------------------ | ----------------------------------------- |
| 2015                            | On écrit sur les murs                                | 3                  | 41                 | 8                  | Diamant            | Un monde meilleur                         |
| 2015                            | Imagine                                              | 197                | —                  | —                  |                    | Un monde meilleur                         |
| 2015                            | Last Christmas                                       | 96                 | —                  | —                  |                    | Un monde meilleur                         |
| 2016                            | Tout le bonheur du monde (feat. Inaya)               | 91                 | Tip                | —                  |                    | Tout le bonheur du monde                  |
| 2016                            | L'Oiseau et L'Enfant                                 | 58                 | Tip                | —                  | Or                 | Tout le bonheur du monde                  |
| 2016                            | Destin                                               | 58                 | Tip                | —                  |                    | Tout le bonheur du monde                  |
| 2016                            | Qui a le droit...                                    | 195                | —                  | —                  |                    | Tout le bonheur du monde                  |
| 2017                            | Chante (Love Michel Fugain)                          |                    | Tip                | —                  |                    | Chante la vie chante (Love Michel Fugain) |
| 2017                            | Eye of the Tiger                                     |                    |                    |                    |                    |                                           |
| 2017                            | Mama Africa (feat. Youssou N'Dour & Angélique Kidjo) |                    | Tip                | —                  | Or                 | Forever United                            |
| 2017                            | Alors regarde (feat. Patrick Bruel)                  |                    | —                  | —                  |                    | Forever United                            |
| 2017                            | Chacun sa route (feat. Vitaa)                        |                    | —                  | —                  |                    | Forever United                            |
| 2017                            | Au soleil (feat. Jenifer)                            |                    | —                  | —                  |                    | Forever United                            |
| 2017                            | Les Lacs du Connemara                                |                    | —                  | 14                 |                    | Sardou et nous...                         |
| Kids United Nouvelle Génération |                                                      |                    |                    |                    |                    |                                           |
| 2018                            | La Tendresse                                         | —                  | —                  | —                  |                    | Au bout de nos rêves                      |
| 2018                            | Le lion est mort ce soir                             |                    | —                  | —                  |                    | Au bout de nos rêves                      |
| 2018                            | Au bout de mes rêves                                 | —                  | —                  | —                  |                    | Au bout de nos rêves                      |
| 2018                            | Liberta                                              | —                  | —                  | —                  |                    | Au bout de nos rêves                      |
| 2018                            | The Lion Sleeps Tonight                              |                    |                    |                    |                    | Au bout de nos rêves                      |
| 2018                            | Pour changer le monde                                | —                  | —                  | —                  |                    | Au bout de nos rêves                      |
| 2019                            | L'Hymne de la vie                                    | —                  | Tip                | —                  |                    | L'Hymne de la vie                         |
| 2019                            | Santiano                                             | —                  | —                  | —                  |                    | L'Hymne de la vie                         |
| 2020                            | Take a Stand                                         |                    |                    |                    |                    | Best of Kids United                       |